# Älgarås socken
Älgarås socken i Västergötland ingick i Vadsbo härad, ingår sedan 1971 i Töreboda kommun och motsvarar från 2016 Älgarås distrikt.
Socknens areal är 119,16 kvadratkilometer varav 100,63 land. År 2000 fanns här 911 invånare. Tätorten Älgarås med sockenkyrkan Älgarås kyrka ligger i socknen.

## Administrativ historik
Socknen har medeltida ursprung. 
Vid kommunreformen 1862 övergick socknens ansvar för de kyrkliga frågorna till Älgarås församling och för de borgerliga frågorna bildades Älgarås landskommun. Landskommunen uppgick 1952 i Hova landskommun som upplöstes 1971 då denna del uppgick i Töreboda kommun. Församlingen uppgick 2006 i Hova-Älgarås församling.
1 januari 2016 inrättades distriktet Älgarås, med samma omfattning som församlingen hade 1999/2000.  
Socknen har tillhört län, fögderier, tingslag och domsagor enligt vad som beskrivs i artikeln Vadsbo härad. De indelta soldaterna tillhörde Skaraborgs regemente, Norra Vadsbo kompani.

## Geografi
Älgarås socken ligger nordost om Mariestad med dess nordöstra del på Tiveden och med Unden i öster. Socknen har en central odlingsbygd vilken omges mossbygd i söder och skogsbygd i öster och väster.

## Fornlämningar
Från järnåldern finns tre gravfält, gravar och en domarring.

## Namnet
Namnet skrevs 1389 Elgharaas och kommer från kyrkbyn. Namnet innehåller plural av älg och ås syftande på höjden vid kyrkan.